# 라오다메이아
라오다메이아(Laodameia)는 그리스 신화에 나오는 프로테실라오스의 아내이다. 이올코스의 왕 아카스토스와 아스티다메이아 사이에서 태어난 딸이다. 결혼한 지 얼마 안 되어 남편인 프로테실라오스는 트로이 전쟁에 참가하게 되었다. 그리스군이 트로이에 도착하였을 때, 아무도 선뜻 먼저 상륙하려 하지 않았다. 트로이에 가장 먼저 상륙하는 그리스 용사는 반드시 희생될 것이라는 신탁 때문이었다. 그리고 가장 먼저 상륙한 프로테실라오스는 몇 명의 적군을 죽였으나 결국 헥토르의 손에 죽고 말았다. 비탄에 잠긴 라오다메이아는 신들에게 남편을 3시간만 되살려 달라고 빌어 뜻을 이루었다고도 하고, 라오다메이아를 동정한 신들이 헤르메스를 보내 3시간 동안 남편을 되돌려 주겠다고 약속하였다고도 한다. 약속한 시간이 지나 남편이 저승으로 돌아갈 때가 되자 라오다메이아도 삶을 버리고 저승으로 따라갔다.